# HD 134606
HD 134606 är en ensam stjärna belägen i den norra delen av stjärnbilden Paradisfågeln. Den har en skenbar magnitud av ca 6,86 och kräver åtminstone en handkikare för att kunna observeras. Baserat på parallax enligt Gaia Data Release 2 på ca 37,3 mas, beräknas den befinna sig på ett avstånd på ca 87 ljusår (ca 27 parsek) från solen. Den rör sig bort från solen med en heliocentrisk radialhastighet på ca 2,3 km/s.

## Egenskaper
HD 134606 är en gul till vit underjättestjärna i huvudserien av spektralklass G6 IV, som anses vara inaktiv och har ett kromosfäriskt aktivitetsindex av -5,04. Den har en massa som är ungefär lika med en solmassa, en radie som är ca 1,2 solradier och har ca 1,3 gånger solens utstrålning av energi från dess fotosfär vid en effektiv temperatur av ca 5 600 K.

## Planetsystem
Upptäckten av ett planetsystem som kretsar kring HD 134606 tillkännagavs 2011 efter åttaåriga observationer som genomförts vid La Silla-observatoriet i Chile. Detekteringen gjordes med hjälp av metoden för mätning av radiell hastighet med användning av HARPS-instrumentet. Kepleranpassning till data tyder på närvaro av tre exoplaneter i måttligt excentriska banor. Planeterna är successivt större ju längre bort de befinner sig från stjärnan. Ingen av planetbanorna visar någon banresonans med de andra.
| Planet | Massa            | Halv storaxel (AE) | Siderisk omloppstid (d) | Excentricitet | Inklination | Radie |
| ------ | ---------------- | ------------------ | ----------------------- | ------------- | ----------- | ----- |
| b      | ≥9,28 ± 0,95MJ   | 0,1023 ± 0,0017    | 12,083 ± 0,0096         | 0,15 ± 0,1    | -           | -     |
| c      | ≥12,14 ± 1,52 MJ | 0,2962 ± 0,0049    | 59,519 ± 0,1746         | 0,29 ± 0,2    | -           | -     |
| d      | ≥38,45 ± 4,13 MJ | 1,1567± 0,0241     | 459,26 ± 8,3238         | 0,46 ± 0,09   | -           | -     |